# شبام
شبام (شیبام هم نوشته شده) (عربی: شِبَام حَضْرَمَوْت) شهری تاریخی در استان حضرموت در کشور یمن که به آن «شیکاگوی صحرا» هم می‌گویند.
شبام ۷۰۰۰ نفر جمعیت دارد و زمانی پایتخت پادشاهی حَضرَموت بود.
نام این شهر افسانه‌ای با قدمت هزارها سال که ساختمانهایش به قدری بلند است که سر بر ابرها می‌ساید در کتیبه‌های مختلف دوران گذشته آمده است.
روایت است که مردمان «شبوه» این شهر افسانه‌ای را بنیادگذاری کرده‌اند و بعد از مدتی استقرار در آن، شبام را ترک نموده و به حضرموت رفته‌اند.

## نامگذاری
روایت است که پادشاه «شبام بن حضرموت بن سبا الأصغر» این شهر را بنا نهاده است، بنا بر این شهر را «شبام» نامگذاری شده است.
شهر افسانه‌ای شبام بطرز بسیار قدیم و زیبا ساخته شده است، خیابان‌های باریک و کوچه پس کوچه‌های تنگ و تاریک آن جلوه و رونق زیبای دیگری به این شهر تاریخی داده است.
اما موقعیت و ساخت ساختمان‌هایش و طرز بنای آن شبیه به دژی محکم است که برای محافظت و حمایت از منطقه بوده است.

## پیشینهٔ تاریخی

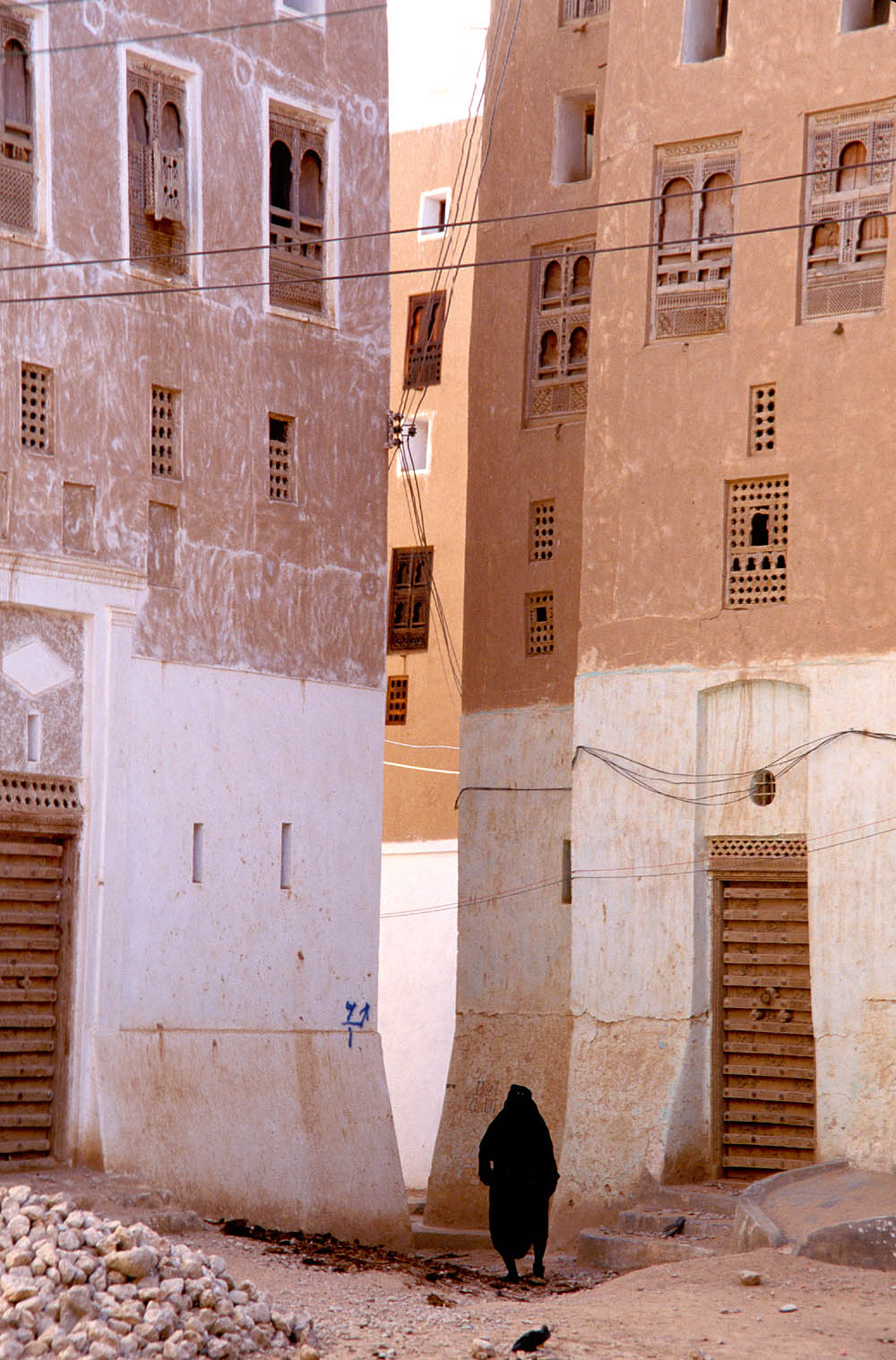
ساختمان‌های داخل شهر مرتفع شبام، در وادی حضرموت یمن، با پنجره‌ها و درهای سنتی

چنان‌که «الهمدانی» می‌نویسد: شهر شبام در حدود ۵۰۰۰ سال تاریخ دارد و ساختمان‌های آن سر بر ابرها می‌ساید، وارتفاع آنها از ۷ طبقه تا ۱۶ طبقه می‌رسد؛ ولی روایت دیگری نیز از ساکنین این شهر شنیدیم که به قول آنها از پدران واجداد خود به ارث برده‌اند، و از زمان‌های بسیار دور بین مردم واگفت می‌شود که تاریخ «شبام» به دوره قبل از اسلام می‌گردد، و مردم شهر «شبوه» بعد از منهدم شدن این شهر به سبب جنگ‌های داخلی بین ملوک یمن به این منطقه آمده‌اند و شهر «شبام» را بنیادگذاری کرده‌اند، که در آغاز نام شهر را شباة گذاشته‌اند که با مرور زمان حرف (ة) به حرف (میم) تبدیل یافته است.

## آل کنده و شبام
شهر «شبام» در بسیاری از جنگ‌های قبیله «آل کِندَه» در حضرموت وقبائل متخاصم آن‌ها که در بعضی زدوخوردهای قبیله‌ای که در اوقات مختلف رخ می‌داده است آسیب زیادی دیده است
وبسیاری از ساختمان‌ها و مساجد تاریخی این شهر زیبا در اثر این جنگ‌های پی در پی ویران گردیده است.
مردم یمن امروز با افتخار از نام «شبام» یاد می‌کنند، و از اجدادشان که چنین شهری با ساختمان‌های زیبای ساخته‌اند و این آثار برجسته از خود برجای گذاشته‌اند، با فخر یاد می‌کنند.
در عصر حاضر لقب‌های مختلفی به این شهر افسانه‌ای داده‌اند مانند «منهتن خاور میانه» و «شیکاگوی صحرا».
شبام حضرموت یکی از قدیمی‌ترین شهرهای یمن است که آثار باستانی بسیاری در آن وجود دارد، اخیراً در سال ۱۹۸۴ میلادی سازمان «یونسکو» برای حفاظت از این منطقه تاریخی و از آثار باستانی موجود از قبیل قلعه‌ها وساختمانهای ممیز این شهر زیبا و برای بازسازی وتعمیر ساختمان‌ها و مساجد تاریخی شبام اقدام کرده‌اند.

## سرچشمه‌ها
- المقحفی، ابراهیم، احمد، (مُعجَم المُدُن وَالقَبائِل الیَمَنِیَة) ، منشورات دارالحکمة، صنعاء، چاپ وانتشار سال ۱۹۸۵ میلادی به (عربی).
- دکتر: شامی، یحیی، (موسوعة المدن العربیة والاسلامیة) ، دارالفکر العربی، بیروت، چاپ ر سال ۱۹۹۳ میلادی به (عربی).
- الحموی، یاقوت، ابوعبدالله، (معجم البلدان) ، دارالکتب العلمیة، بیروت، لبنان، جلد سوم، چاپ سال ۱۹۹۰ مبلادی به (عربی).